# Johan Almkvist
Johan Reinhold Almkvist, född den 3 juli 1869 i Ystad, död den 9 december 1945 i Stockholm, var en svensk läkare. Han var son till professorn i väg- och vattenbyggnadskonst vid KTH, Per Wilhelm Almqvist, och brorson till språkforskaren Herman Almkvist.

## Biografi
Almkvist blev medicine doktor 1903, och var poliklinikläkare vid Sankt Görans sjukhus 1903- 1908. 1908-1911 var han överläkare vid sjukhuset Eira, och därefter överläkare vid S:t Görans sjukhus från 1911. Han blev docent i syfilidologi 1912, och var professor vid Karolinska institutet 1913-1934. Almkvist författade ett stort antal vetenskapliga skrifter av huvudsakligen syfilidologiskt, serologiskt och dermatologiskt innehåll.
År 1905-1908 lät Almkvist och hans hustru Elisabeth (Lisen) uppföra den ”Almkvistska villan” vid Stora Rör i Glömminge socken på Öland, med ett stort ”badtempel” vid stranden i en egendomlig trädgård. 
Johan och Lisen hade ett fosterbarn, Greta, dotter till Lisens syster. Hon förälskade sig 16 år gammal i den betydligt äldre ryske musikern Ivan Volkoff, när han var på besök i villan på Öland. Volkoff ledde en balalajkaorkester och turnerade i Europa. Efter några år uppstod en svartsjukekonflikt. År 1915 sköt Volkoff ihjäl Greta med pistol. Detta drama fick mycket stor uppmärksamhet på sin tid och gav upphov till ett flertal skillingtryck.

## Almkvista
Ordet almkvista, för att idka nakenkultur och nakenbada, anspelar på Johan Almkvist. Han blev på 1930-talet känd som förespråkare för "nakenkultur" eller "fri kroppskultur", som senare fick namnet naturism, det vill säga en filosofi och ett levnadssätt där kläder används så litet som möjligt. Han fick av den anledningen figurera i många skämtteckningar och kåserier. Han stödde sig på dåtida hygieniska, medicinska och moralfilosofiska argument.

### Redaktör
- Acta dermato-venereologica. Stockholm: Acta dermato-venereologica. 1920-?. Libris 3402310. http://www.medicaljournals.se/adv/
- Sex läkare om sexualproblemet : medicinskt, psykologiskt, socialt. Stockholm: Natur och kultur. 1934. Libris 1257044